# Polyura jalysus
Polyura jalysus är en fjärilsart som beskrevs av Felder 1866. Polyura jalysus ingår i släktet Polyura och familjen praktfjärilar. Inga underarter finns listade i Catalogue of Life.

## Bildgalleri

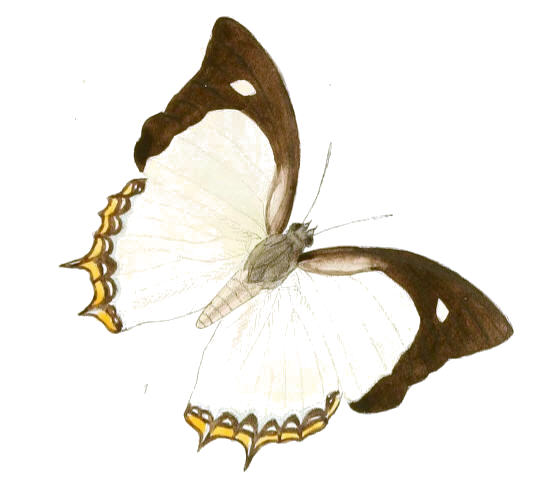
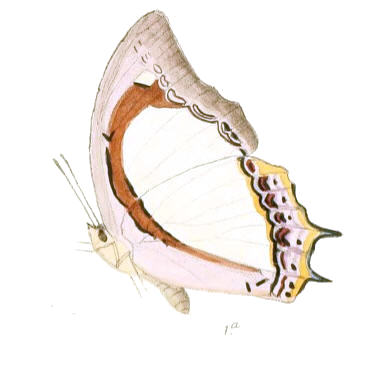
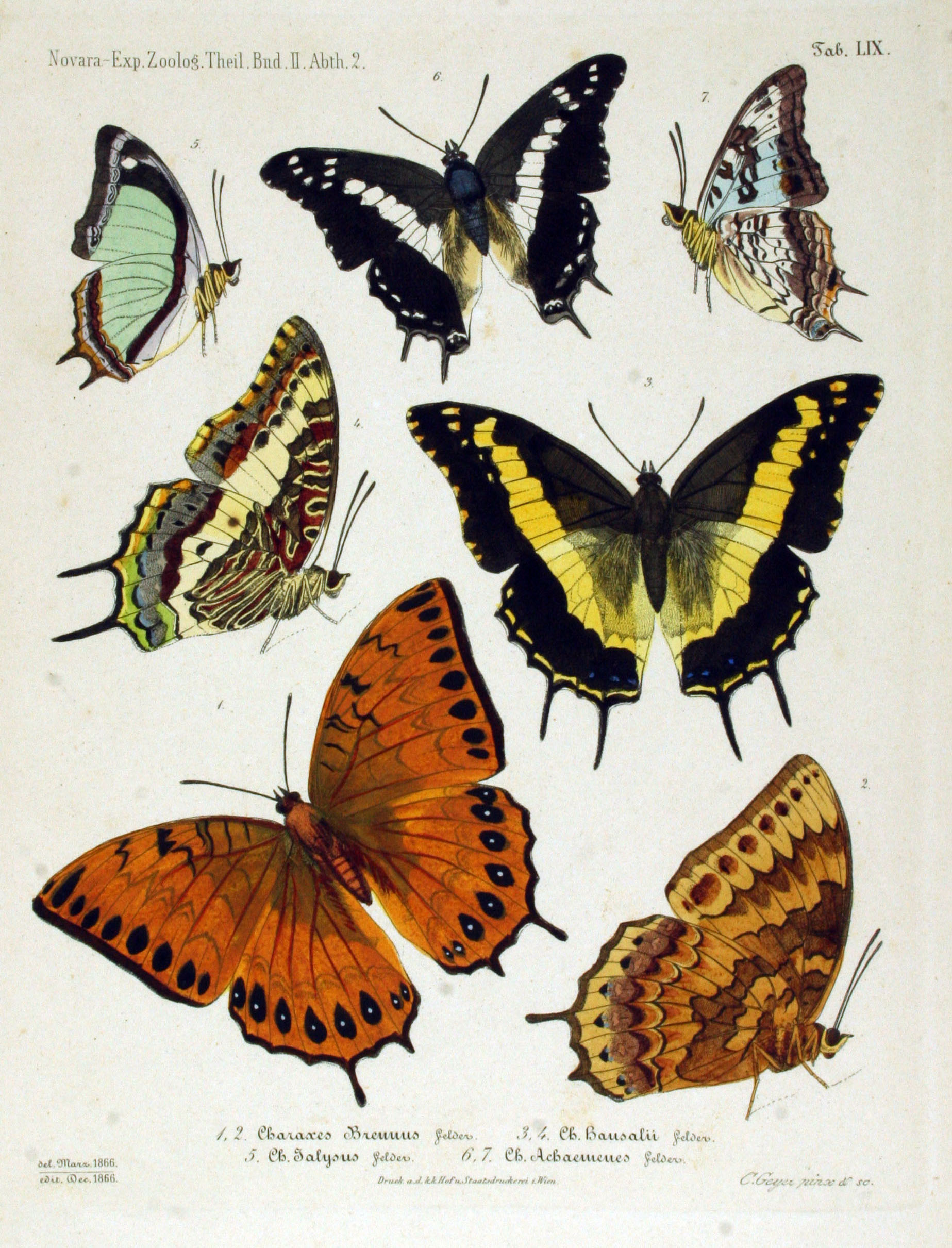